# سفاين آرنه هانسن
سفاين آرنه هانسن (بالنرويجية البوكمول: Svein Arne Hansen)‏ هو مدرب رياضة نرويجي، ولد في 6 مايو 1946 في بيغدوي ‏ في النرويج.